# Amfreville-la-Campagne
Amfreville-la-Campagne település Franciaországban, Eure megyében. Lakosainak száma 915 fő (2018. január 1.).

## Népesség
A település népességének változása:
| Lakosok száma | 459  | 477  | 636  | 797  | 873  | 902  | 928  | 1220 | 919  | 915  |
|               | 1962 | 1968 | 1975 | 1990 | 1999 | 2008 | 2013 | 2016 | 2017 | 2018 |